# Liga Española Pro-Derechos Humanos
La Liga Española para la Defensa de los Derechos del Hombre y del Ciudadano se constituye en Madrid el 23 de noviembre de 1913. con el objetivo de extender y afirmar los derechos individuales inherentes a la personalidad humana. Fue refundada en 1922 como Liga Española de los Derechos del Hombre bajo la presidencia de Miguel de Unamuno.
Tuvo entre sus miembros a destacados intelectuales, políticos y artistas como: Azorín, Dalí, Falla, Azaña, Ortega y Gasset, Miró, Unamuno, Besteiro, Luis Simarro, García Lorca, Américo Castro y  Sánchez Albornoz, entre otros. El Coronel Carlos Romero Giménez, militar leal a la República Española y luchador antifascista fue uno de sus presidentes.
Posteriormente, tras la llegada de la democracia a España se modificó el nombre a Liga Española Pro-Derechos Humanos, habiendo sido reconocida por el Ministerio del Interior. Es una asociación española no gubernamental, apolítica, aconfesional y sin ánimo de lucro, cuyo fin primordial es la defensa y vigilancia de los derechos y las libertades fundamentales, promoviendo su defensa ante organismos internacionales. Tiene Estatuto Consultivo Especial de las Naciones Unidas ante el ECOSOC. Pertenece a la Federación de Asociaciones de Defensa y Promoción de los Derechos Humanos así como a otras organizaciones de derechos humanos nacionales e internacionales. Participa activamente en congresos, conferencias, seminarios y coloquios referidos a la divulgación y defensa de los derechos humanos. En 1993 formó parte, junto con otras organizaciones, de la Plataforma de ONG de Derechos Humanos para representar a las ONG de DD.HH. de España en el Foro y Conferencia Mundiales de Derechos Humanos celebrado en Viena.  Actualmente su presidente es Francisco José Alonso Rodríguez.
Entre sus objetivos se encuentran la defensa y vigilancia de los Derechos Humanos y sus libertades fundamentales. La formación cívico-moral y social de los ciudadanos. Cimentar las bases para el diálogo, la tolerancia y la fraternidad entre todos los seres humanos racionales con el fin de que la paz, la libertad y la justicia sean valores respetados y condenar la violencia y el terrorismo.